# Distrito electoral de Earl (condado de Frontier, Nebraska)
Earl (en inglés: Earl Precinct) es un distrito electoral ubicado en el condado de Frontier en el estado estadounidense de Nebraska. En el Censo de 2010 tenía una población de 15 habitantes y una densidad poblacional de 0,16 personas por km².

## Geografía
Earl se encuentra ubicado en las coordenadas 40°28′57″N 100°9′9″O / 40.48250, -100.15250. Según la Oficina del Censo de los Estados Unidos, Earl tiene una superficie total de 94.56 km², que corresponden a tierra firme.

## Demografía
Según el censo de 2010, había 15 personas residiendo en Earl. La densidad de población era de 0,16 hab./km². De los 15 habitantes, Earl estaba compuesto por el 100% blancos.